# Cernica (gmina)
Cernica – gmina w południowo-wschodniej części okręgu Ilfov w Rumunii. W jej skład wchodzi pięć wsi: Bălăceanca, Căldăraru, Cernica, Poșta i Tânganu. W 2011 roku liczyła 10 886 mieszkańców.